# Raúl Iriarte
Raúl Iriarte (  Buenos Aires, 15 de octubre de 1916 – Bogotá, Colombia, 24 de agosto de 1982 ) cuyo nombre real era Rafael Fiorentino, fue un cantor dedicado al género del tango y una de las voces del tango más famosa y requerida de América. Revistó en la Orquesta de las Estrellas dirigida por Miguel Caló y trabajó luego como solista en su país y en otros lugares de América finalizando su carrera en Colombia.

## Primeros años
A poco que Raúl Iriarte naciera en el barrio de Barracas sus padres se van a vivir a San Isidro, en la provincia de Buenos Aires. La música le atrajo desde  joven y el canto y la guitarra lo apasionaban, de modo que tenía 17 años cuando debutó cantando por Radio Prieto acompañado por los guitarristas Disario, Durante y Deluchi, luciendo su registro de barítono,  una coloratura especial acongojada, perfecta dicción y atractivo aspecto físico. Actuó luego en varias emisoras hasta que al año siguiente ingresó en el conjunto dirigido por Mario Azzerboni en 1938, una orquesta barrial que llegó a tener entre sus cantantes a Rosita Quiroga.
Más adelante estuvo un breve período con la orquesta de Edgardo Donato  y se integró a la orquesta del violinista Enrique Forte; por esa época, atento a la fama que había alcanzado el cantor Francisco Fiorentino, Rafael Fiorentino dejó de actuar con su nombre verdadero y adoptó el nombre artístico de Raúl Iriarte. Manuel Adet y José María Otero dicen que el cambio fue impulsado por Miguel Caló cuando Iriarte se incorporó a su orquesta.

## En la orquesta Miguel Caló
A principios de 1943 Alberto Podestá dejó la orquesta de Miguel Caló para incorporarse a la de Pedro Laurenz; el letrista Oscar Rubistein, más conocido como Oscar Rubens le comentó a Caló sobre la labor de Iriarte y el director después de escucharlo cantar lo contrató para su orquesta que en ese momento estaba formada por los violinistas Enrique Mario Francini, Aquiles Aguilar, Antonio Bogas y Mario Lalli, los bandoneonistas, Domingo Federico, Armando Pontier, José Cambareri y Felipe Richiardi, el pianista Osmar Maderna y el contrabajista Armando Caló. El 17 de mayo de 1943, grabaron el primer disco juntos, que llevaba en una de sus caras el tango Es en vano llorar de Oscar Rubens y Alberto Suárez Villanueva y en la otra a Jorge Ortiz cantando el tango De barro, de Sebastián Piana y Homero Manzi. El 10 de agosto de 1943 grabó dos tangos de Carlos Bahr que acertaron en el gusto del público, Mañana iré temprano y Cada día te extraño más. Fue para Iriarte su época más brillante, que prosiguió hasta diciembre de 1945, durante el cual la orquesta de Caló grabó 43 temas, de los cuales solo 7 eran instrumentales; se recuerdan especialmente del período además de las nombradas, las versiones cantadas por Iriarte de Marión, Nada, Tabaco y Trenzas y la última, que fue el tango de Homero Expósito y Enrique Francini, Óyeme. Iriarte fue el cantor que más grabaciones hizo en la orquesta de Caló. En 1943 se fue de la orquesta Domingo Federico y al año siguiente Raúl Berón dejó a Demare y retornó a la orquesta de Caló  integrando con Iriarte una pareja de cantores que le permitió competir las orquestas más populares del momento, las de Juan D'Arienzo, Carlos Di Sarli y Aníbal Troilo. A fin de 1945 Enrique Mario Francini y Armando Pontier se alejan de la orquesta para codirigir su propio conjunto, en tanto Maderna e Iriarte acordaron independizarse formando un binomio, pero al poco tiempo el cantor volvió con Caló en tanto Maderna debutaba con su propia orquesta en el café Marzotto.
Raúl Berón dejó su lugar a Luis Tolosa para pasar a la orquesta Francini-Pontier, pero al poco tiempo lo sustituyó Roberto Arrieta.

## Etapa como solista
Iriarte se desvinculó de la orquesta de Caló para continuar como solista aprovechando que la fama ya conseguida le abre todas las puertas. Trabajó en radios y en locales nocturnos. En 1948 actuó por Radio Belgrano como cantor de la orquesta dirigida por Ismael Spiltanik y al año siguiente se vinculó a Armando Lacava que dirigió el conjunto que acompañaba a Iriarte en Radio Belgrano y, después, hicieron una larga gira por Chile, Perú, Venezuela y México que terminó en Colombia, donde Iriarte se quedó a vivir.
En una gira que realizó por México en 1956 pasó una notable temporada en un teatro del Distrito Federal en un elenco que incluía a la destacada actriz mexicana Marga López, trabajó en el famoso cabaré “El Patio” y grabó en este lugar acompañado por el conjunto dirigido por el bandoneonista Luis Álvarez los tangos Prohibido y Noche de locura, de Manuel Sucher y Carlos Bahr. Después, ya en 1957 viajó a Cuba a actuar en televisión, radios y cabarés y, de regreso en Bogotá, compró un gran bar y restaurante, asociado a su bandoneonista Luis Pérez Álvarez, en pleno centro de la ciudad. Regresó a Buenos Aires en febrero de 1972 y nuevamente grabó con Caló, fueron La mentirosa, Nubes de humo, Un lugar para los dos y, a dúo con Arrieta, Mis flores negras y Todos vuelven; Caló falleció el 24 de mayo de ese mismo año por un infarto.
Iriarte continuó residiendo en Colombia y hasta 1977 siguió cantando ocasionalmente y realizando algunas giras  acompañado por un conjunto dirigido por el pianista Osvaldo Berlingieri. Después se dedicó exclusivamente a la labor empresarial, que incluyó orientar y organizar giras de artistas tangueros argentinos, entre los que estuvieron Juan Carlos Godoy, Armando Moreno y Roberto Mancini; también propició y organizó la mayoría de los homenajes realizados a Carlos Gardel en Medellín, con participación de artistas relevantes del género, hasta que falleció en Bogotá el 24 de agosto de 1982.